# Hidrometria

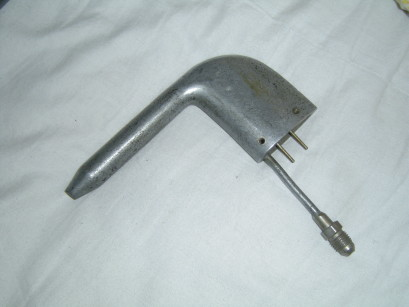
Tubo de Pitot, um dos instrumentos utilizados na hidrometria.

Hidrometria é um capítulo da Hidrologia que consiste na medição das grandezas que interessam ao estudo da água na natureza, como vazões (líquidas e sólidas) e níveis de água em rios, lagos e represas, índices pluviométricos (chuva) e outros parâmetros. Pode ser aplicada também em medições de água em estações de tratamento de água ou de esgotos. 
Diversos aparelhos podem ser usados para a hidrometria, sendo eles manuais ou automáticos. Como exemplo temos:
- ADCP ( Acoustic Doppler Current Profile; Correntômetro acústico), que além de medição da velocidade da água em diferentes verticais, é usado para cálculo automático de vazão, estimativa de carga sedimentar dentre outros estudos.

- Correntômetro de hélice (ou correntógrafo de hélice), também chamado de molinete hidrométrico, um instrumento usado para calcular a velocidade do fluxo de água em diferentes profundidades e verticais. Trata-se de um instrumento manual que requer o uso de um guincho fluviométrico e um contador de pulsos.

- Tubo de Pitot, para calcular a velocidade em diferentes profundidades e verticais, instrumento manual.

- Flutuadores, para calcular a velocidade na superfície de corpos de água.

- Vertedores utilizados para calcular diretamente a vazão em uma barragem ou em um rio. Em geral é usado para córregos e pequenos rios.

Existem também estações automáticas, estações hidrométricas, instaladas em rios, reservatórios, lagos, etc. Estas estações registram o nível da água, velocidade, e podem também medir e registrar descargas de sedimentos, além de outras variáveis como pluviosidade, temperatura, etc. Estas podem enviar os dados para centros de pesquisa de forma automática, outras devem ser visitadas por agentes de instituições responsáveis pela coleta dos dados citados acima.